# WWE Day 1 (2022)
WWE Day 1 (2022) – gala wrestlingu wyprodukowana przez federację WWE dla zawodników z brandów Raw i SmackDown. Odbyła się 1 stycznia 2022 w State Farm Arena w Atlancie w stanie Georgia. Emisja była przeprowadzana na żywo za pośrednictwem serwisu strumieniowego Peacock w Stanach Zjednoczonych i WWE Network na całym świecie oraz w systemie pay-per-view.
Podczas gali odbyło się siedem walk, w tym jedna podczas pre-show. W walce wieczoru, Brock Lesnar zdobył WWE Championship w Fatal 5-Way matchu pokonując poprzedniego mistrza Big E, Bobby’ego Lashleya, Kevina Owensa i Setha „Freakin” Rollinsa. Lesnar oryginalnie miał się zmierzyć z Romanem Reignsem o Universal Championship, ale walka została odwołana na kilka godzin przed galą dlatego, że Reigns otrzymał pozytywny wynik testu na COVID-19. W innych ważnych walkach, Becky Lynch pokonała Liv Morgan broniąc Raw Women’s Championship, RK-Bro (Randy Orton i Riddle) pokonując The Street Profits (Angelo Dawkinsa i Monteza Forda) obronili Raw Tag Team Championship, Edge pokonał The Miza oraz The Usos (Jey Uso i Jimmy Uso) pokonując The New Day (Kofiego Kingstona i Kinga Woodsa) obronili SmackDown Tag Team Championship.

## Produkcja i rywalizacje
Day 1 oferowało walki profesjonalnego wrestlingu z udziałem wrestlerów należących do brandów Raw i SmackDown. Wyreżyserowane rywalizacje (storyline’y) były kreowane podczas cotygodniowych gal Raw i SmackDown. Wrestlerzy są przedstawieni jako heele (negatywni, źli zawodnicy i najczęściej wrogowie publiki) i face’owie (pozytywni, dobrzy i najczęściej ulubieńcy publiki), którzy rywalizują pomiędzy sobą w seriach walk mających budować napięcie. Kulminacją rywalizacji jest walka wrestlerska lub ich seria.

### Fatal 5-Way match o WWE Championship
25 października 2021 na odcinku Raw, Seth Rollins wygrał ladder match, aby stać się pretendentem do tytułu WWE Championship. 29 listopada 2021 na odcinku Raw ogłoszono, że Rollins otrzyma tę walkę z WWE Championem Big E na Day 1. Jednak tej samej nocy WWE officials Adam Pearce i Sonya Deville zorganizowali walkę bez tytułu pomiędzy Big E i Kevinem Owensem, który również brał udział w ladder matchu, gdzie jeśli Owens wygra, zostanie dodany do walki o tytuł, ku niezadowoleniu Rollinsa, który kłócił się z Owensem przez ostatnie kilka tygodni. Próbując sabotować walkę, Rollins interweniował, pozwalając Owensowi wygrać przez dyskwalifikację, a tym samym dodając go do walki o mistrzostwo, czyniąc go Triple Threat matchem. W następnym tygodniu, po tym jak Big E pokonał Owensa w Steel Cage matchu z Rollinsem jako komentator, Bobby Lashley wyszedł i zaciekle zaatakował wszystkie trzy supergwiazdy. W następnym tygodniu Lashley, którego Big E pokonał we wrześniu o tytuł, wyjaśnił swoje działania i zażądał, aby Pearce i Deville dołączyli go do walki o mistrzostwo w Day 1; jednak Owens i Rollins sprzeciwili się temu, podczas gdy sam Big E stwierdził, że nie ma znaczenia, z kim zmierzy się w Day 1, czy to Rollins, Owens czy Lashley – nadal będzie mistrzem. Następnie Pearce i Deville wyszli i ogłosili, że Lashley zmierzy się odpowiednio z Owensem, Rollinsem i Big E, gdzie jeśli wygra z każdym z tej trójki, zostanie dodany do walki o mistrzostwo. Lashley odniósł sukces i został dodany do WWE Championship matchu na Day 1, zamieniając to, co pierwotnie było pojedynkiem jeden na jednego z Rollinsem, w Fatal 4-Way match. Co więcej, wolny agent Brock Lesnar został dodany do walki po ogłoszeniu pozytywnej diagnozy COVID-19 u Romana Reignsa w dniu 1 stycznia, dzięki czemu był to Fatal 5-Way match.

### Edge vs. The Miz
29 listopada 2021 na odcinku Raw, Edge powrócił po przerwie w swoim pierwszym występie od czasu, gdy wyniki WWE Draft w 2021 weszły w życie po Crown Jewel. Edge, który został powołany na Raw, następnie wymienił nazwiska potencjalnych przeciwników, z którymi jeszcze nie miał do czynienia. The Miz, wraz z żoną Maryse, przerwali, a Miz również wrócił z przerwy po nakręceniu 30. sezonu Dancing with the Star', czując się nieszanowany, ponieważ jego powrót nie był promowany tak jak Edge’a, a także dlatego, że nie było go na liście Edge’a potencjalnych przeciwników. Po gorącej wymianie słownej, Miz drażnił się z Edge’em, jednak Miz odrzucił i odszedł. W następnym tygodniu Edge był gościem w „Miz TV”. Po kolejnej gorącej wymianie zdań między nimi, Miz wyzwał Edge’a na pojedynek na Day 1, a Edge przyjął wyzwanie.

### Becky Lynch vs. Liv Morgan
8 listopada 2021 na odcinku Raw, Liv Morgan wygrała Fatal 5-Way match, zwyciężając cztery inne zawodniczki i wygrał walkę o Raw Women’s Championship przeciwko Becky Lynch. Walka o tytuł odbyła się 6 grudnia 2021 na odcinku Raw, gdzie Lynch zachowała tytuł, używając nielegalnie lin podczas przypięcia, by zgarnąć zwycięstwo. W następnym tygodniu Lynch celebrowała swoje zwycięstwo i obraziła Morgan. Następnie wyszła zirytowana Morgan, ostro skrytykowała Lynch za oszustwo, aby wygrać i zażądała rewanżu na Day 1. Obydwie następnie walczyły, gdzie Lynch zaatakowała ramię Morgan za pomocą stalowych schodów. Lynch następnie przyjęła wyzwanie Morgan.

### Odwołana walka

#### Roman Reigns vs. Brock Lesnar
Na Crown Jewel, Reigns pokonał Lesnara, aby zachować Universal Championship z pomocą The Usos (Jey Uso i Jimmy Uso). Następnej nocy na odcinku SmackDown, zirytowany Lesnar zaatakował Reignsa, The Usos, innych wrestlerów z listy SmackDown i personel ochrony, ponieważ został oszukany z mistrzostwa. Pearce zawiesił Lesnara na czas nieokreślony, a Lesnar odpowiedział, wykonując dwa F-5 na Pearcie, który później ukarał Lesnara grzywną w wysokości 1 miliona dolarów. 26 listopada 2021 na odcinku SmackDown, Sami Zayn wygrał Black Friday Battle Royal, stając się pretendentem do Universal Championship, po czym Kayla Braxton ogłosiła, że zawieszenie Lesnara zostało zniesione i powróci w następnym tygodniu. W następnym tygodniu, Lesnar skierował swojego wewnętrznego Theodore’a Longa i przekonał Zayna, by zmierzył się z Reignsem o tytuł tej nocy zamiast w Day 1. Deville uczyniła oficjalnie i że zwycięzca będzie bronił Universal Championship przeciwko Lesnarowi. Jednak przed walką Lesnar zaatakował Zayna F-5, pozwalając Reignsowi szybko pokonać Zayna i zachować tytuł, oficjalnie zabookowując, że Reigns będzie bronić mistrzostwo przed Lesnarem. Podczas odcinka SmackDown z 17 grudnia 2021, Reigns wierzył, że Paul Heyman był odpowiedzialny za powrót Lesnara na SummerSlam, ponieważ Heyman był jego długoletnim adwokatem, Reigns zwolnił Heymana jako specjalny doradca, a Lesnar uratował Heymana przed pobiciem przez Reignsa i The Usos. Jednak kilka godzin przed rozpoczęciem gali, walka została odwołana z powodu, że Reigns, który jest w stanie obniżonej odporności po jego poprzednich walkach z białaczką, otrzymał pozytywny wynik testu na COVID-19, a Lesnar został dodawany do walki o WWE Championship ze względu na jego status wolnego agenta.

## Gala
| Rola:                           | Osoba:                   |
| ------------------------------- | ------------------------ |
| Komentatorzy angielskojęzyczni  | Michael Cole (SmackDown) |
| Komentatorzy angielskojęzyczni  | Pat McAfee (SmackDown)   |
| Komentatorzy angielskojęzyczni  | Jimmy Smith (Raw)        |
| Komentatorzy angielskojęzyczni  | Corey Graves (Raw)       |
| Komentatorzy angielskojęzyczni  | Byron Saxton (Raw)       |
| Komentatorzy hiszpańskojęzyczni | Carlos Cabrera           |
| Komentatorzy hiszpańskojęzyczni | Marcelo Rodriguez        |
| Spiker                          | Mike Rome                |
| Sędziowie                       | Danilo Anfibio           |
| Sędziowie                       | Jason Ayers              |
| Sędziowie                       | Jessika Carr             |
| Sędziowie                       | Daphne Lashaunn          |
| Sędziowie                       | Eddie Orengo             |
| Sędziowie                       | Chad Patton              |
| Sędziowie                       | Charles Robinson         |
| Ankieterzy                      | Sarah Schreiber          |
| Ankieterzy                      | Megan Morant             |
| Panel Pre-show                  | Kayla Braxton            |
| Panel Pre-show                  | Kevin Patrick            |
| Panel Pre-show                  | John „Bradshaw” Layfield |
| Panel Pre-show                  | Peter Rosenberg          |
| Panel Pre-show                  | Booker T                 |
| Panel Pre-show                  | Sonya Deville            |

### Pre-show
Na Day 1 Kickoff pre-show, Sheamus i Ridge Holland zmierzyli się z Cesaro i Ricochetem. Podczas walki, Holland doznał złamania nosa po zbotchowanym twirl-whirl przez Ricocheta. Przybył personel medyczny i eskortował Hollanda za kulisy. Na końcu, Sheamus wykonał Brogue Kick na Cesaro, aby wygrać walkę.

### Główne show
Właściwe pay-per-view rozpoczęło się, gdy The Usos (Jey Uso i Jimmy Uso) bronili mistrzostwo Tag Team SmackDown przeciwko The New Day (King Woods i Kofi Kingston). Podczas walki, Jey wykonał Uso Splash na Kingstonie i prawie go przypiął. Kingstin wykonał SOS na Jeyu i prawie go przypiął. Usos następnie wykonał Double Uso Splash na Kingstonie, jednak Woods przerwał próbę przypięcia. Jimmy kopnął Woodsa Superkickiem. Na końcu, The Usos wykonali 1D na Kingstonie, aby obronić tytuł.
Następnie, Drew McIntyre zmierzył się z Madcap Mossem (w towarzystwie Happy’ego Corbina). Ostatecznie McIntyre wykonał Claymore Kick na Mossie, aby wygrać walkę.
Następnie, RK-Bro (Randy Orton i Riddle) bronili mistrzostwo Tag Team Raw przeciwko The Street Profits (Angelo Dawkins i Montez Ford). W końcowych momentach, Riddle wyrzucił Forda w powietrze, a Orton wykonał RKO na Fordzie, aby zachować tytuł. Goście specjalni Migos byli przy ringu podczas walki i świętowali z RK-Bro po walce.
Za kulisami, kiedy Drew McIntyre udzielał wywiadu, Happy Corbin i Madcap Moss zaatakowali McIntyre’a od tyłu stalowym krzesłem. Moss umieścił krzesło na szyi McIntyre’a, a Corbin uderzył je metalowym warkoczem, kontuzjując szyję McIntyre’a.
W czwartej walce, Edge zmierzył się z The Mizem (w towarzystwie Maryse). Podczas walki, Miz założył dźwignię Figure Four Leglock tylko po to, aby Edge dotknął liny ringu, aby przerwać poddanie. Gdy Edge założył dźwignię Crossface na Mizie, Maryse umieściła stopę Miza na dolnej linie, aby przerwać poddanie. Gdy Edge chciał wykonać Spear, Miz uniknął Edge’a i wykonał Skull Crushing Finale na Edge’u, aby być blisko przypięcia. W końcowych momentach, gdy Maryse rozpraszała sędziego, wyszła WWE Hall of Famer i żona Edge’a, Beth Phoenix i ścigała Maryse za kulisami. Edge wykonał Spear na Mizie, aby wygrać walkę.
W przedostatniej walce, Becky Lynch broniła mistrzostwo kobiet Raw przeciwko Liv Morgan. Na początku walki, Morgan założyła dźwignię Dis-Arm-Her na Lynch, która dotknęła lin ringowych, aby przerwać poddanie. Morgan wykonała na Lynch Sunset Flip Powerbomb, po czym Morgan przypięła Lynch, ale sędzia doliczył tylko do dwóch i walka była kontynuowana. Na ringsidzie, Morgan uwięziła rękę Lynch w stalowych schodach i kopnęła w schody, tak jak zrobiła to Lynch kilka tygodni wcześniej. W końcu, gdy Morgan próbowała wykonać Oblivion, Lynch skontrowała i wykonała Manhandle Slam na Morgan, aby zachować tytuł.

### Walka wieczoru
W walce wieczoru, Big E bronił mistrzostwo WWE w Fatal 5-Way matchu przeciwko Sethowi „Freakin” Rollinsowi, Bobby’emu Lashleyowi, Kevinowi Owensowi i Brockowi Lesnarowi. Podczas walki, Lesnar wykonał wiele german suplexów na innych uczestników walki z wyjątkiem Lashleya. Big E wykonał clothesline na Lesnarze, zabierając go z ringu. Lashley następnie wykonał spear na Lesnarze przez barykadę w pobliżu strefy timekeeperów. Rollins wykonał Suicide Dive na Lesnarze, a następnie Rollins i Owens wykonali Frog Splashe na Lesnarze tymczasowo zabierając Lesnara. Big E wykonało Powerbomb na Lashleyu na stole komentatorskim. W ringu, Owens wykonał Pop-up Powerbomb na Big E, by prawie go przypiąć. Lesnar wrócił na ring i wykonał F-5 na Rollinsie, Owensie i Big E. Lashley następnie wykonał Spear na Lesnarze, ale nie udało mu się go przypiąć. Gdy Lashley założył dźwignmię Hurt Lock na Lesnarze, Big E przerwał poddanie. Big E próbował wykonać Big Ending na Lesnarze, ale Lesnar skontrował i wykonał F-5 i przypiął Big E, aby zdobyć WWE Championship po raz szósty.

## Wyniki walk
| Nr                                                                   | Wyniki | Stypulacje                                           | Czas  |
| -------------------------------------------------------------------- | --- | ---------------------------------------------------- | ----- |
| 1P                                                                   | Ridge Holland i Sheamus pokonali Cesaro i Ricocheta poprzez pinfall                                                       | Tag Team match                                       | 9:45  |
| 2                                                                    | The Usos (Jey Uso i Jimmy Uso) (c) pokonali The New Day (Kofiego Kingstona i Kinga Woodsa) poprzez pinfall                | Tag Team match o WWE SmackDown Tag Team Championship | 17:05 |
| 3                                                                    | Drew McIntyre pokonał Madcap Mossa (z Happy Corbinem) poprzez pinfall                                                     | Singles match                                        | 9:45  |
| 4                                                                    | RK-Bro (Randy Orton i Riddle) (c) (z Migos) pokonali The Street Profits (Angelo Dawkinsa i Monteza Forda) poprzez pinfall | Tag Team match o WWE Raw Tag Team Championship       | 11:15 |
| 5                                                                    | Edge pokonał The Miza (z Maryse) poprzez pinfall                                                                          | Singles match                                        | 20:00 |
| 6                                                                    | Becky Lynch (c) pokonała Liv Morgan poprzez pinfall                                                                       | Singles match o WWE Raw Women’s Championship         | 17:00 |
| 7                                                                    | Brock Lesnar pokonał Big E (c), Bobby’ego Lashleya (z MVP), Kevina Owensa i Setha „Freakin” Rollinsa poprzez pinfall      | Fatal 5-Way match o WWE Championship                 | 8:25  |
| (c) – mistrz/mistrzyni przed walkąP – walka miała miejsce w pre-show | |                                                      |       |

## Wydarzenia po gali

### Raw
W następnym odcinku Raw, nowy mistrz WWE Brock Lesnar ponownie zjednoczył się z Paulem Heymanem, który ogłosił, że pierwszy pretendent Lesnara do tytułu zostanie określony przez pierwotnie zaplanowany Fatal 4-Way match pomiędzy Bobbym Lashleyem, Kevinem Owensem, Sethem „Freakin” Rollinsem i Big E. Lashley zdobył walkę z Lesnarem o WWE Championship na Royal Rumble.
Również na następnym Raw, The Miz i Maryse skrytykowali Edge’a i Beth Phoenix po tym, jak Phoenix rozproszył Miza na Day 1. Edge i Phoenix następnie wyzwali Miza i Maryse na Mixed Tag Team match na Royal Rumble. Miz zgodził się, pomimo niezadowolenia Maryse.
Liv Morgan przerwała mistrzyni kobiet Raw, Becky Lynch i zapragnęła kolejnego rewanżu o tytuł. Bianca Belair przerwała, również ubiegając się o walkę o tytuł. Doudrop skonfrontowała się z WWE officials Adamem Pearce i Sonyą Deville, także chcąc walki o tytuł. Deville i Pearce ogłosili, że Morgan, Belair i Doudrop zmierzą się w następnym tygodniu w Triple Threat matchu, aby wyłonić pretendenta Lynch do tytułu w Royal Rumble, który wygrała Doudrop.

### SmackDown
Mistrz Universal Roman Reigns otworzył kolejny odcinek SmackDown tylko dla swojego pierwotnie zaplanowanego przeciwnika na Day 1 i nowego mistrza WWE, Brocka Lesnara, wraz z Paulem Heymanem, aby mu przerwać. Lesnar wyzwał Reignsa na pojedynek mistrz kontra mistrz, jednak Reigns odmówił, a następnie odpowiedział Lesnarowi Superman Puchem. Reigns i podwójna zmiana stron przez Heymana kosztowały Lesnara mistrzostwo WWE na Royal Rumble. Lesnar wygrał wtedy Royal Rumble match i zdecydował się rzucić wyzwanie Reignsowi o Universal Championship na WrestleManii 38. Lesnar wygrał również WWE Championship Elimination Chamber match na Elimination Chamber, aby odzyskać tytuł, tym samym przekształcając swoją walkę o Universal Championship przeciwko Reignsowi na WrestleManii w Winner Takes All Championship Unification match.
Również w następnym odcinku SmackDown, The Usos bronili mistrzostwo Tag Team SmackDown przeciwko The New Day (King Woods i Kofi Kingston) w Street Fightcie; była to również ostatnia szansa New Day na zdobycie tytułu. Usos pokonali New Day, aby zachować tytuł.
Ogłoszono, że Drew McIntyre wymagał operacji szyi, jednak niespodziewanie powrócił na Royal Rumble podczas Royal Rumble matchu i wyeliminował Happy’ego Corbina i Madcap Mossa. Ze względu na to, że prawie zakończyli jego karierę, McIntyre zadeklarował, że będzie nadal celował w Corbina i Mossa, a rewanż z Mossem został zaplanowany na Elimination Chamber.